# Ben Tilney
Benjamin Rowland Tilney, detto Ben (Luton, 26 febbraio 1997), è un calciatore inglese, difensore dei Carrick Rangers.

## Caratteristiche tecniche
É un terzino sinistro.

## Carriera
Dopo aver giocato nel settore giovanile dei MK Dons nell'ottobre del 2014 firma il suo primo contratto professionistico con il club, iniziando a venire anche saltuariamente aggregato alla prima squadra, militante nella terza divisione inglese; nella seconda metà della stagione 2014-2015 viene ceduto in prestito per un mese all'Histon, club di Southern Football League (settima divisione inglese). Nella stagione seguente viene nuovamente ceduto in prestito, questa volta al Brackley Town, con cui disputa 5 partite in National League North (sesta divisione); nella stagione 2016-2017 fa invece a pieno titolo parte della rosa della prima squadra dei Milton Keynes Dons, con cui gioca 6 partite in Football League One, 3 partite nel Football League Trophy e 2 partite nella Coppa di Lega inglese, competizione nella quale segna anche una rete, la sua prima in carriera in competizioni professionistiche. Nell'estate del 2017, dopo aver rinnovato di un anno il suo contratto in scadenza, viene nuovamente ceduto in prestito al Brackley Town, con cui gioca ulteriori 6 partite in sesta divisione, trascorrendo poi la seconda metà della stagione nuovamente ai Milton Keynes Dons, con cui non gioca però ulteriori partite ufficiali.
L'8 giugno 2018, in procinto di diventare svincolato, per proseguire la sua carriera professionistica firma un contratto con il Larne, club della seconda divisione nordirlandese, con cui realizza 9 reti in 30 presenze contribuendo alla vittoria del campionato. Nella stagione successiva gioca invece 21 partite in prima divisione, categoria in cui è in rosa anche nella prima metà della stagione 2020-2021, senza però mai venire schierato in campo: per questo motivo, viene ceduto in prestito al Portadown, con cui nella seconda metà della stagione in questione realizza 3 reti in 24 presenze nella prima divisione nordirlandese. Continua a giocare in questo torneo, sempre da titolare, anche nelle stagioni successive, nelle quali veste la maglia dei Carrick Rangers.

## Palmarès

### Club

#### Competizioni nazionali
- Championship: 1

Larne: 2018-2019

#### Competizioni regionali
- Cambridgeshire Professional Cup: 1

Histon: 2014-2015